# Lista de pioneiras da Ciência no Brasil

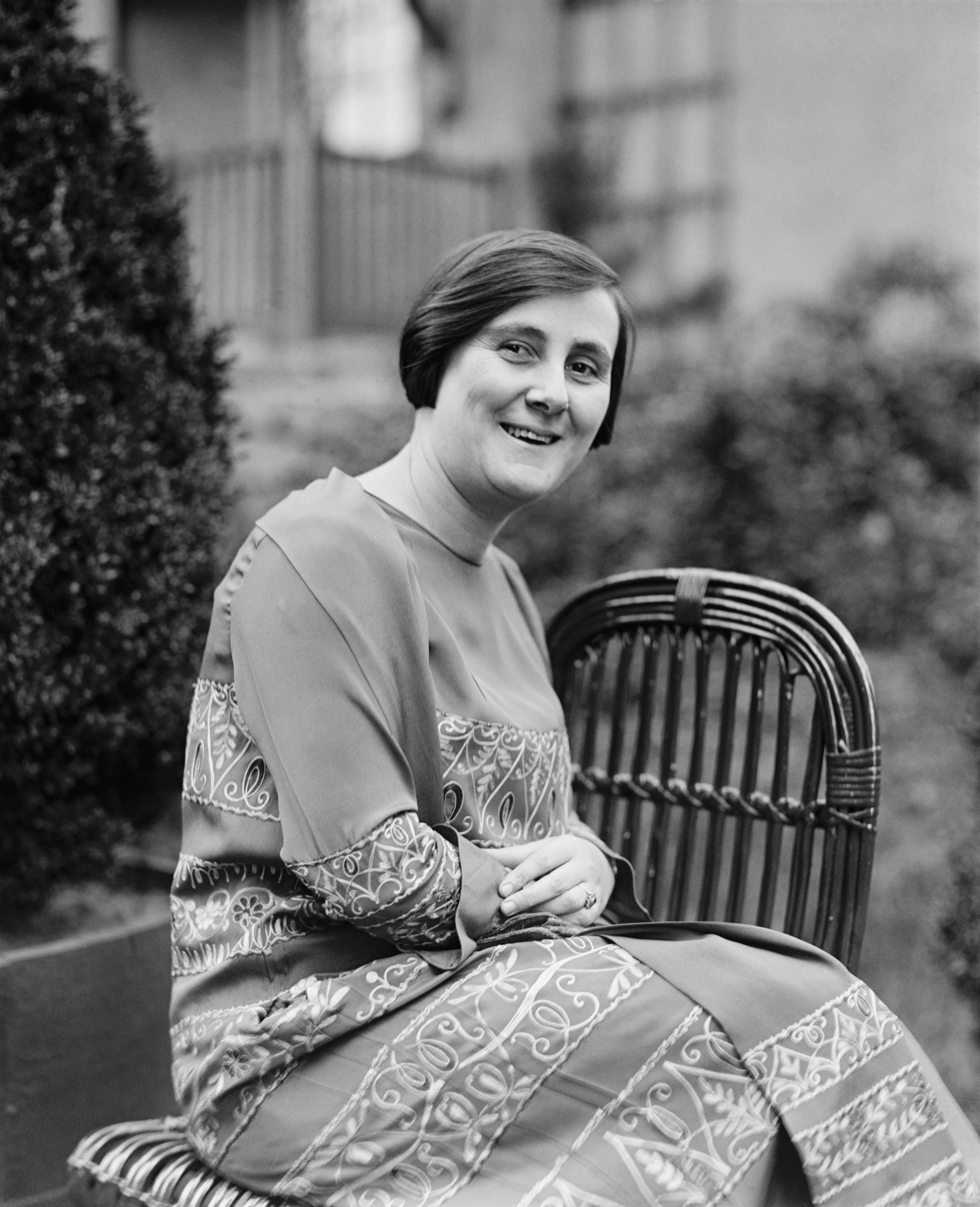
Bertha Lutz, uma figura significativa do feminismo e da educação no Brasil do século XX

Esta é uma lista de mulheres consideradas pioneiras da ciência no Brasil pelo Conselho Nacional de Desenvolvimento Científico e Tecnológico (CNPq). Em parceira com a Secretaria de Política para as Mulheres, o CNPq classificou e publicou em sete edições biografias de mulheres que contribuíram de forma relevante para o desenvolvimento científico e para a formação de recursos humanos para a ciência e tecnologia no Brasil.

## Primeira edição
| Nome                              | Nascimento | Área de atuação       | Outras informações |
| --------------------------------- | ---------- | --------------------- | --- |
| Neusa Amato                       | 1926       | Física de partículas  | Autora do primeiro artigo científico do Centro Brasileiro de Pesquisas Físicas (CBPF) "Sobre a desintegração do méson pesado positivo" |
| Carolina Bori                     | 1924       | Psicologia            | Recebeu os títulos de professora emérita pela Universidade de São Paulo, doutora honoris causa pela Universidade de Brasília em 2000 e pela Universidade Federal de São Carlos em 2003. Foi agraciada com o Fred S. Keller Behavioral Education Award pela American Psychological Association e premiada pela Society for the Advancement of Behavior Analysis. Foi duasa vezes homenageada com Ordem Nacional do Mérito Científico, em 1998 como comendadora e, em 2005, post mortem, como Grã-Cruz, na qualidade de personalidade nacional. |
| Alice Piffer Canabrava            | 1911       | História              | Foi autora de uma das primeiras pesquisas tipicamente acadêmicas da área de História econômica do Brasil, fundadora de uma revista especializada e de uma das principais agremiações da classe. |
| Bertha Lutz                       | 1894       | Biologia e feminismo  | Foi especializada em anfíbios, pesquisadora do Museu Nacional e uma das figuras mais significativas do feminismo e da educação no Brasil do século XX. Bertha foi a principal autora da publicação Lutz's Rapids Frog, que descreveu o Paratelmatobius lutzii (Lutz and Carvalho, 1958). |
| Blanka Wladislaw                  | 1917       | Química               | Foi membro titular da Academia Brasileira de Ciências, da Sociedade Brasileira de Química, da Sociedade de Química de Londres e da Sociedade Brasileira pelo Progresso da Ciência e membro da Academia de Ciências do Estado de São Paulo, além de ter sido associada também da Royal Society of Chemistry. Foi agraciada com o prêmio Ordem Nacional do Mérito Científico e o Prêmio Rheimboldt-Hauptmann. |
| Elisa Frota Pessoa                | 1921       | Física                | Foi uma das fundadoras do Centro Brasileiro de Pesquisas Físicas. Destacou-se pelos seus estudos de radioatividade com emulsões nucleares; reações e desintegrações de mésons K e π em emulsões nucleares; e reações de prótons e dêuterons com núcleos de massas médias. |
| Elza Furtado Gomide               | 1925       | Matemática            | Foi a primeira doutora em Matemática do Brasil, pela Universidade de São Paulo, em 1950. |
| Eulália Maria Lahmeyer Lobo       | 1924       | História              | Foi a primeira mulher a doutorar-se em história no Brasil. |
| Graziela Maciel Barroso           | 1912       | Botânica              | Conhecida como a Primeira Dama da Botânica no Brasil, foi a maior taxonomista de plantas do Brasil. |
| Johanna Döbereiner                | 1924       | Agronomia             | Obteve assento na Pontifícia Academia das Ciências e foi dos poucos brasileiros a ter o nome presente na lista de indicações do Prêmio Nobel. Em 1996 recebeu o Prêmio por Excelência, Destaque Individual da Embrapa. |
| Marie Josephine Mathilde Durocher | 1809       | Obstetrícia           | Foi a primeira mulher a ser recebida, como membro titular, na Academia Imperial de Medicina, em 1871. |
| Maria da Conceição Tavares        | 1930       | Economia              | Recebeu o Prêmio Visconde de Cairú, UFRJ, 1960. Medalha de Honra da Inconfidência, Governo de Minas Gerais, abril/1986. Grau de Oficial da Ordem de Rio Branco, Ministério das Relações Exteriores, maio/1986. Grau de Comendador do Governo de Portugal, 1987. Ordem ao Mérito do Trabalho, Ministério do Trabalho, 1987. Professora Emérita, UFRJ, 1993. Medalha Bernardo O’Higgins da República do Chile, 1998. Prêmio Almirante Álvaro Alberto de Ciência e Tecnologia, 2012.                                                             |
| Maria José von Paumgartten Deane  | 1917       | Parasitologia         | Ajudou a fundar o Instituto de Patologia Experimental do Norte, o Instituto Evandro Chagas, o Serviço de Malária do Nordeste e o Serviço Especial de Saúde Pública. |
| Marília Chaves Peixoto            | 1921       | Matemática            | Foi uma das primeiras mulheres brasileiras a ingressar na Academia Brasileira de Ciências. |
| Marta Vannucci                    | 1921       | Biologia              | É uma das mais renomadas pesquisadoras de ecossistemas de manguezais do mundo. Aposentou-se como professora da USP e como Sênior Expert in Marines Science da UNESCO. É conselheira honorária International Society of Mangrove Ecosystems (ISME). |
| Nise da Silveira                  | 1905       | Psiquiatria           | Dedicou sua vida à psiquiatria e manifestou-se radicalmente contrária às formas que julgava serem agressivas em tratamentos de sua época, tais como o confinamento em hospitais psiquiátricos, eletrochoque, insulinoterapia e lobotomia. Nise ainda foi pioneira ao enxergar o valor terapêutico da interação de pacientes com animais. |
| Ruth Sonntag Nussenzweig          | 1928       | Biologia              | Pesquisou na área de parasitologia e imunologia, conhecida em especial por sua pesquisa sobre vacinas para malária. Recebeu a Ordem Nacional do Mérito Científico em 1998 pela sua contribuição à ciência. |
| Sonja Ashauer                     | 1923       | Física                | Foi a primeira brasileira a concluir o doutorado em física e a segunda mulher a se graduar em física no Brasil, junto a Elisa Frota Pessoa que se graduou no mesmo ano na Universidade do Brasil. Sonja foi aluna do célebre físico britânico Paul Dirac na Universidade de Cambridge e uma proeminente física teórica. |
| Veridiana Victoria Rossetti       | 1917       | Engenharia agronômica | Foi considerada autoridade mundial em doenças que acometem frutas cítricas. Foi a primeira engenheira agrônoma formada pela Escola Superior de Agronomia Luiz de Queiroz da Universidade de São Paulo, em 1937. Em 1940, ingressou como estagiária no Instituto Biológico, onde desenvolveria toda a sua carreira. Recebeu vários prêmios nacionais e internacionais. |

## Segunda edição
| Nome                                   | Nascimento | Área de atuação                                                        | Outras informações |
| -------------------------------------- | ---------- | ---------------------------------------------------------------------- | --- |
| Maria Laura Moura Mouzinho Leite Lopes | 1917       | Matemática                                                             | Matemática de renome, combateu a ditadura e articulou a criação de instituições de pesquisa. Fez parte do grupo que articulou a fundação do Centro Brasileiro de Pesquisas Físicas (CBPF), instituto que criou juntamente com José Leite Lopes e César Lattes em 1949. Além disso, participou de articulações para fundar outras instituições importantes, como o Conselho Nacional de Desenvolvimento Científico e Tecnológico (CNPq), o Instituto de Matemática Pura e Aplicada (IMPA) e a Sociedade Brasileira de Educação Matemática (SBEM). |
| Anita Dolly Panek                      | 1930       | Bioquímica                                                             | Pesquisadora da área do metabolismo energético. Sua principal contribuição foi sobre o metabolismo da trealose como protetor da membrana celular. Em 1996, recebeu a Ordem Nacional do Mérito Científico. |
| Virgínia Leone Bicudo                  | 1910       | Sociologia                                                             | Foi a primeira não médica a ser reconhecida como psicanalista, se tornando essencial para construção e institucionalização da psicanálise no Brasil. No campo da Sociologia foi pioneira ao tratar do estudo das relações raciais como assunto de sua dissertação de mestrado em 1945 |
| Marina de Vasconcelos                  | 1912       | Antropologia                                                           | No ano seguinte, Marina prestava concurso para livre-docente da cadeira e se tornava a primeira mulher a integrar o corpo docente do curso de Ciências Sociais da FNFi, além de ser única mulher a ocupar no curso uma cátedra. Trabalhou para a expansão e consolidação da ciência antropológica e para a formação de profissionais na área. Marina foi uma das primeiras alunas inscritas no Curso de Aperfeiçoamento de Antropologia e Etnografia, no ano de 1940. Exerceu o cargo de vice-reitora da antiga Universidade do Brasil, atual Universidade Federal do Rio de Janeiro. |
| Maria Yedda Linhares                   | 1921       | História                                                               | Bacharel e licenciada em Geografia e História, foi professora emérita da Universidade Federal do Rio de Janeiro, Yedda recebeu o Prêmio Estácio de Sá do governo do estado do Rio de Janeiro. Também foi condecorada com o “Palmes Académiques”, a mais alta distinção acadêmica do do governo da França. |
| Maria Isaura Pereira de Queiroz        | 1918       | Sociologia                                                             | Escritora premiada com o Prémio Jabuti 1967 |
| Heloísa Alberto Torres                 | 1895       | Antropologia                                                           | Foi uma antropóloga brasileira, reconhecida pelo estudo de cerâmicas marajoaras. Foi diretora do Museu Nacional do Brasil e compôs o Conselho Nacional de Proteção ao Índio que chegou a presidir, instituição que foi substituída pela FUNAI, o qual colaborou com a criação. |
| Helga Winge                            | 1934       | Biologia                                                               | Foi uma socióloga marxista, professora, estudiosa da violência de gênero e militante feminista. |
| Helena Antipoff                        | 1892       | Educação                                                               | |
| Heleieth Saffioti                      | 1934       | Sociologia                                                             | |
| Gilda de Melo e Sousa                  | 1919       | Ensaio (literatura) e crítica de arte                                  | |
| Emilie Snethlage                       | 1868       | Ornitologia                                                            | |
| Eloisa Biassoto                        | 1924       | Química                                                                | |
| Carmen Portinho                        | 1903       | Engenharia                                                             | Carmen é uma das responsáveis pela introdução do conceito de habitação popular no Brasil. Influenciada pelas experiências na Europa e em sua visita ao arquiteto francês Le Corbusier, Carmen propôs ao então prefeito do Rio de Janeiro a construção de conjuntos habitacionais populares que fossem equipados com serviços sociais, fugindo das construções isoladas em blocos ou de casas individuais. Os exemplos mais importantes de habitação coletiva realizados no Rio de Janeiro são os do conjunto de Pedregulho (1948) e o da Gávea (1952). Ambos foram idealizados como uma fita ondulante – associação com a proposta da faixa urbana contínua que Le Corbusier formulou ainda em 1929 – que se moldava sobre a acidentada topografia de ambos terrenos. |
| Carlota Pereira de Queirós             | 1892       | Medicina, política e primeira mulher eleita deputada federal no Brasil | Foi a primeira mulher brasileira a ser eleita deputada federal. Ela participou dos trabalhos na Assembleia Nacional Constituinte, entre 1934 e 1935. |
| Bertha Becker                          | 1930       | Geografia                                                              | Ficou conhecida como "cientista da amazônia", pois seu principal tema de pesquisa era a geografia política da Amazônia e do Brasil, fazendo uma síntese das mudanças decorrentes das transformações ocorridas nas dinâmicas espaciais da região amazônica. Foi membro da Academia Brasileira de Ciências. Recebeu diversos títulos e homenagens por seu trabalho. |
| Amélia Hamburger                       | 1932       | Física                                                                 | Foi uma física, professora, pesquisadora e divulgadora científica brasileira. Com trabalhos em diversas áreas da física, realizou incursões pela epistemologia e história das ciências, motivada por interesses no ensino de física e na preservação da memória da ciência no Brasil. Participou da criação da Sociedade Brasileira de Física, tendo redigido os estatutos desta entidade e participado como membra de sua diretoria e conselho em diversas ocasiões. |

## Terceira edição
| Nome                                | Nascimento | Área de atuação               | Outras informações |
| ----------------------------------- | ---------- | ----------------------------- | --- |
| Aïda Espinola                       | 1920       | Química                       | |
| Aída Hassón-Voloch                  | 1922       | Química                       | |
| Bella Jozef                         | 1926       | Crítica literária             | |
| Chana Malogolowkin-Cohen            | 1924       | Genética                      | |
| Elza Salvatori Berquó               | 1928       | Demografia                    | |
| Glaci Teresinha Zancan              | 1934       | Bioquímica                    | |
| Leda Dau                            | 1924       | Botânica                      | |
| Lucia Piave Tosi                    | 1917       | Química                       | |
| Mariana Alvim                       | 1909       | Psicologia                    | |
| Niède Guidon                        | 1933       | Arqueologia                   | Foi agracida em 2010 com Medalha comemorativa dos 60 anos, UNESCO; em 2005 com a Medalha da Ordem Nacional do Mérito Cientítico e com a Grã Cruz do Ministério de Ciência e Tecnologia; o Prêmio Príncipe Claus do Governo da Holanda em 2004; em 2002, Cientista do Ano, SBPC; comendadora da Ordem Nacional do Mérito Cultural em 1995 e cavaleiro da Ordem Nacional do Mérito do Governo Francês |
| Ottilia Rodrigues Affonso Mitidieri | 1927       | Química                       | |
| Sonia Dietrich                      | 1935       | Biologia e bioquímica vegetal | |
| Therezinha Lins de Albuquerque      | 1926       | Psicologia                    | |
| Yvonne Primerano Mascarenhas        | 1931       | Química                       | Possui graduação em Química e em Física pela Universidade Federal do Rio de Janeiro (1954), doutorado em Química (Físico-Química) pela Universidade de São Paulo (1963), livre-docência (1972) pela Universidade de São Paulo e pós-doutorado pela Harvard University (1973). Professor Titular (1981) do Instituto de Física de São Carlos, onde foi Diretora (1994-1998). Atualmente é aposentada em exercício da Universidade de São Paulo. Tem experiência na área de Física, com ênfase em Física da Matéria Condensada. Atua em determinação de estruturas cristalinas e moleculares por difração de raios-X, de amostras mono ou policristalinas; estudos estruturais de materiais em solução ou sólidos semicristalinos por espalhamento de raios-X a baixos ângulos. Desde 2010, também se dedica à Difusão Científica voltada para apoio ao Ensino Fundamental e Ensino Médio, coordenando um Grupo de Trabalho do Instituto de Estudos Avançados da USP, Polo de São Carlos, coordena uma Agencia de Difusão Científica, cujo principal veículo de comunicação é o Portal Ciência Web. Em 2013, recebeu o título de Professor Emérito do CNPq. Faz parte da 3a. Edição do Pioneiras da Ciência no Brasil, do CNPq. |

## Quarta edição
| Nome                                  | Nascimento | Área de atuação           | Outras informações |
| ------------------------------------- | ---------- | ------------------------- | --- |
| Annita de Castilho e Marcondes Cabral | 1911       | Psicologia                | Idealizadora e fundadora do Curso de Psicologia na USP, proposto para a Congregação da Faculdade de Filosofia, Ciências e Letras, em 1953, foi responsável pela formação de seus alunos como pesquisadores, incentivando-os a ir para o exterior com a finalidade de completarem sua formação. O curso começou a ser desenhado com a criação de linhas de pesquisa na Cadeira de Psicologia da Seção de Filosofia, o que se deu em um ambiente hostil, pois havia uma mulher chefiando o grupo de pesquisa e pelo fato de a Cadeira de Psicologia pertencer ao Curso de Filosofia cujas disciplinas não possuíam um perfil nos moldes da ciência de então. O parecer favorável foi dado em 16 de dezembro do mesmo ano. a |
| Dionísia Gonçalves Pinto              | 1810       | Educação                  | |
| Emília Viotti da Costa                | 1928       | História                  | |
| Leyla Perrone-Moisés                  | 1934       | Crítica literária         | |
| Lieselotte Hoeschl Ornellas           | 1917       | Nutrição                  | |
| Maria Beltrão (arqueóloga)            | 1934       | Arqueologia               | |
| Maria Helena Novaes Mira              | 1926       | Psicologia                | |
| Odete Fátima Machado da Silveira      | 1953       | Geologia                  | |
| Reinalda Marisa Lanfredi              | 1947       | Biologia                  | |
| Rosa Ester Rossini                    | 1941       | Geografia                 | Formou-se na Universidade de São Paulo (USP) em 1964. Foi professora da PUC-SP. Em sua atividade científica, destaca-se seu trabalho sobre geografia feminista. |
| Susana Lehrer de Souza Barros         | 1929       | Física e ensino de física | |

## Quinta edição
| Nome                                              | Nascimento | Área de atuação    | Outras informações |
| ------------------------------------------------- | ---------- | ------------------ | --- |
| Ayda Ignez Arruda                                 | 1936       | Matemática         | Foi uma matemática brasileira de renome internacional. Foi a primeira pesquisadora a formalizar as ideias de Nicolai A. Vasiliev, obtendo como resultado as lógicas paraconsistentes |
| Diana Mussa                                       | 1932       | Paleobotânica      | Descreveu cerca de 30 gêneros de vegetais fósseis, deixando uma importante coleção de lâminas de lenhos fósseis. Foi sócia-fundadora da Sociedade Brasileira de Paleontologia, tendo sido membro da Asociación Latinoamericana de Paleobotánica y Palinología, da Botanical Society of America (Paleobotany Section), da International Organization of Paleobotany (IOP) e da Sociedade Brasileira de Geologia. Inspirou o nome do gênero Mussaeoxylon seclusum Merlotti 1998, para madeira fóssil gimnospérmica do Gondwana brasileiro e da espécie Glossopteris mussae Ricardi-Branco et al. 1999, para novas folhas fósseis do Permiano de São Paulo. |
| Ester de Camargo Fonseca Moraes                   | 1920       | Farmácia           | Pioneira na implantação da toxicologia no Brasil, tornou-se uma autoridade nacional no assunto. Em 2011, a Sociedade Brasileira de Toxicologia (SBTox) instituiu a medalha "Professora Ester de Camargo Fonseca Moraes", a fim de homenagear profissionais que tenham prestado serviços memoráveis ou contribuído consideravelmente para o desenvolvimento da Toxicologia no Brasil. |
| Gioconda Mussolini                                | 1913       | Antropologia       | |
| Lucilia Tavares                                   |            | Psicologia         | |
| Maria Judith Zuzarte Cortesão                     | 1914       | Educação ambiental | |
| Rosa Virgínia Barretto de Mattos Oliveira e Silva | 1940       | Linguística        | |
| Sonia Gumes Andrade                               | 1928       | Patologia          | |

## Sexta edição
| Nome                            | Nascimento | Área de atuação       | Outras informações |
| ------------------------------- | ---------- | --------------------- | --- |
| Ana Maria Primavesi             | 1920       | Engenharia agronômica | Foi uma das pioneiras na preservação do solo e recuperação de áreas degradadas, abordando o manejo do solo de maneira integrada com o meio ambiente. Suas pesquisas apontam para uma agricultura que privilegie a atividade biológica do solo com um alto teor de matéria orgânica, evitando o revolvimento do mesmo, e substituindo o uso de de insumos químicos pela aplicação de técnicas como a da adubação verde, controle biológico de pragas, entre outros. A compreensão do solo como um organismo vivo e com diversos níveis de interação com a planta foi uma das contribuições de Primavesi para a agronomia. |
| Angela Maria Brasil Biaggio     | 1940       | Psicologia            | Foi presidente da Sociedade Interamericana de Psicologia de 1991 a 1993. Escreveu diversos artigos e livros, como Psicologia do Desenvolvimento (1975), pela Editora Vozes e Pesquisas em Psicologia do Desenvolvimento e da Personalidade (1984). Foi representante da área de psicologia na CAPES de 1990 a 1993. Traduziu para o português e adaptou diversos dilemas morais baseados no manual de dilemas desenvolvido por Moshe Blatt. Junto de orientandos e colegas propôs novos dilemas. Em 1994, fez pós-doutorado nos Estados Unidos, pela Universidade de Notre Dame, em Indiana.                             |
| Anita Waingort Novinsky         | 1922       | História              | Especializou-se na Inquisição portuguesa no Brasil, os costumes dos crypto-judeus deste país e o renascimento da consciência judaica destes, 200 anos após o fim da Inquisição no Brasil. É fundadora do Laboratório de Estudos sobre a Intolerância, da Universidade de São Paulo. A Universidade Federal Rural de Pernambuco tem uma cátedra que leva seu nome desde 2015, pertencente ao Departamento de Ciências Sociais. Novinsky é considerada uma autoridade no tema da Inquisição. |
| Dulce Whitaker                  | 1934       | Sociologia            | É conhecida pelos seus trabalhos em sociologia rural. Ingressou na pela Universidade Estadual Paulista Júlio de Mesquita aos trinta anos de idade, onde graduou-se em ciências sociais. Na Universidade de São Paulo, Dulce foi orientada no mestrado e doutorado pela também socióloga Aparecida Joly Gouveia, conhecida por seu trabalho em educação no Brasil. Sua dissertação de mestrado, O vestibulando e a cultura legítima: análise do estudante brasileiro dentro do processo de urbanização, é considerada um marco no estudo de Pierre Bourdieu no Brasil                                                     |
| Maria Auxiliadora Coelho Kaplan | 1931       | Química               | |
| Maria Brasília Leme Lopes       | 1909       | Psicologia            | |
| Maria Irene Baggio              | 1940       | Genética              | |
| Marilda Sotomayor               | 1944       | Matemática            | |
| Vânia Bambirra                  | 1940       | Economia              | |

## Sétima edição
| Nome                            | Nascimento | Área de atuação        | Outras informações |
| ------------------------------- | ---------- | ---------------------- | ------------------ |
| Alda Lima Falcão                | 1925       | Biologia (Entomologia) |                    |
| Beatriz Alvarenga               | 1923       | Física                 |                    |
| Beatriz Nascimento              | 1942       | História               |                    |
| Ewa Wanda Cybulska              | 1929       | Física                 |                    |
| Leda Bisol                      | 1924       | Linguística            |                    |
| Linda Viola Ehlin Caldas        | 1949       | Física                 |                    |
| Maria Adélia Aparecida de Souza | 1940       | Geografia              |                    |
| Paula Beiguelman                | 1926       | Ciência Política       |                    |
| Ruth de Souza Schneider         | 1942       | Física                 |                    |
| Yocie Yoneshigue Valentin       | 1935       | Biologia               |                    |